# Copa Saporta
La Copa Saporta, comúnmente y más reconocida por la longevidad de su denominación como la Recopa de Europa, fue una competición europea de baloncesto organizada por la Federación Internacional de Baloncesto (FIBA) que, entre 1967 y 2002, enfrentó a los clubes campeones de copa de cada federación. Era considerada como la segunda competición europea de clubes más importante del continente tras la conocida como Copa de Europa y por delante de la Copa Korać.
A lo largo de los años y debido a las discrepancias de la FIBA con la Unión de Ligas Europeas de Baloncesto (ULEB) —organización de clubes europeos surgida en 1991— fue variando su denominación hasta que por el fallecimiento del dirigente español Raimundo Saporta se la bautizó en su nombre antes de desaparecer pocos años después. La circunstancia fue debida a una reestructuración a nivel global del baloncesto europeo de clubes cuando el cisma provocado por las divergencias entre la FIBA y la ULEB dio lugar a una reorganización total de los torneos continentales de clubes. Se crearon nuevas competiciones, tomando cada una de las organizaciones la responsabilidad, como la Eurocopa Desafío de la FIBA y la Eurocopa de la FIBA, en contraposición con la Euroliga de la ULEB y la Copa de la ULEB.

## Historia

### Denominaciones de la competición
A lo largo de su historia la denominación histórica de Copa de Clubes Campeones de Copa de la FIBA fue variando por diversas circunstancias hasta que adoptase su última denominación de Copa Saporta en 1998 y que mantuvo hasta su desaparición. Así pues, ha contado con las siguientes denominaciones:
- Copa de Clubes Campeones de Copa (1966-91).
- Copa de Europa (1991-96).
- Eurocopa (1996-98).
- Copa Saporta (1998-02).

### Antecedentes y origen
Tras el éxito de la Copa de Campeones Europeos establecida en 1958, los distintos estamentos y participantes del continente comenzaron a mostrar una abrumadora demanda para que la FIBA organizase una segunda competición de clubes abierta a aquellos clubes que no consiguieran proclamarse campeones de sus respectivos campeonatos nacionales. Pese a ello, el estamento era incipientemente reticente ya que al igual que el fútbol con su homónima FIFA, es un organismo que representa a las federaciones nacionales en lugar de los clubes individuales —motivo por el que se creó la UEFA en el ámbito futbolístico, cosa que no sucedió en baloncesto—. Los clubes vieron cumplidas sus peticiones en cierta medida cuando en 1966 se creó la Copa de Clubes Campeones de Copa, en consonancia con el fútbol, y siendo también conocida como Recopa de Europa, restringiendo su participación a los campeones de los respectivos campeonatos de Copa siempre y cuando no acudieran a la principal competición de la Copa de Campeones Europeos.
Desde entonces estuvo considerada como la segunda competición europea entre clubes más importante del continente.

### Inicio y primeras décadas (1966-91)
El torneo fue dominado inicialmente por equipos italianos, yugoslavos y soviéticos. 11 de las primeras 17 temporadas descargadas fueron ganados por los equipos italianos, incluyendo la Copa fue solo cuatro veces en Pallacanestro Cantu y tres veces para Olimpia Milano, quienes compitieron en ese momento bajo los nombres de los patrocinadores. En la década de 1980, el Real Madrid y el FC Barcelona aseguraron por un predominio español.

### Reestructuración de las competiciones europeas (1991-98)
A partir de la temporada 1991-92 y los ganadores de la Copa no tomaron parte en la competición. Aunque elegibles para el inicio de temporada sólo quedaban ganadores de la copa de cada uno competiciones de la Copa de Europa, pero eran los clubes que se retiraron en la primera ronda de la Eurocopa de la FIBA, también participan en la competición, que pasó a llamarse por este motivo en la Copa de Europa (no confundir con la antigua Copa de Europa, actual Euroliga). En esta era dominada por equipos de España y Grecia en el torneo.
Otra modificación de la competencia se llevó a cabo durante la temporada 1996/-, cuando la FIBA la renombró como Eurocopa, permitiendo la participación de dos o más clubes por país.

### Últimas ediciones en honor de Raimundo Sporta (1998-02)

Raimundo Saporta, reconocido directivo que dio nombre a la competición.

A partir de entonces es cuando se convirtió en la Copa Saporta, en honor del histórico dirigente del Real Madrid Club de Fútbol y del baloncesto europeo, uno de los principales valedores del baloncesto europeo y sus competiciones, Raimundo Saporta, fallecido en 1997.
La Recopa dejó de celebrarse al concluir la temporada 2001-02 cuando el cisma del baloncesto europeo provocado por las divergencias entre la FIBA y la ULEB dio lugar a una reorganización total de los torneos continentales de clubes. Se crearon nuevas competiciones, unas organizadas por la FIBA y otras por la ULEB, como la Euroliga y la Copa de la ULEB, posteriormente rebautizada como Eurocup y que sucedió a la competición como la segunda de mayor importancia tras la Euroliga de la ULEB.

## Historial
Para un mejor detalle de las finales véase Finales de la Recopa de Europa
Nota: Nombres y banderas de equipos según la época.
| Temporada                                   | Campeón                                     | Resultado                                   | Subcampeón                                  | Sede Final                                  | Notas                                       |
| Copa de Clubes Campeones de Copa de la FIBA | Copa de Clubes Campeones de Copa de la FIBA | Copa de Clubes Campeones de Copa de la FIBA | Copa de Clubes Campeones de Copa de la FIBA | Copa de Clubes Campeones de Copa de la FIBA | Copa de Clubes Campeones de Copa de la FIBA |
| ------------------------------------------- | ------------------------------------------- | ------------------------------------------- | ------------------------------------------- | ------------------------------------------- | ------------------------------------------- |
| 1966-67                                     | Pallacanestro Varese                        | 77-67, 68-67                                | Maccabi Tel Aviv B. C.                      | Varese, Tel Aviv                            | Final a doble partido                       |
| 1967-68                                     | A. E. K.                                    | 89-82                                       | S. K. Slavia Praha                          | Atenas                                      |                                             |
| 1968-69                                     | S. K. Slavia Praha                          | 80-74                                       | B. C. Dinamo Tbilisi                        | Viena                                       |                                             |
| 1969-70                                     | A. P. Partenope                             | 60-64, 87-65                                | J. A. Vichy                                 | Lyon, Nápoles                               | Final a doble partido                       |
| 1970-71                                     | P. O. Milano                                | 66-56, 71-52                                | B. K. Spartak Leningrád                     | Leningrado, Milán                           | Final a doble partido                       |
| 1971-72                                     | P. O. Milano                                | 74-70                                       | K. K. Crvena Zvezda                         | Salónica                                    |                                             |
| 1972-73                                     | B. K. Spartak Leningrád                     | 77-62                                       | K. K. Split                                 | Salónica                                    |                                             |
| 1973-74                                     | K. K. Crvena Zvezda                         | 86-75                                       | Spartak Z. J. Š. Brno                       | Údine                                       |                                             |
| 1974-75                                     | B. K. Spartak Leningrád                     | 63-62                                       | K. K. Crvena Zvezda                         | Nantes                                      |                                             |
| 1975-76                                     | P. O. Milano                                | 88-83                                       | A. S. P. Olympique                          | Turín                                       |                                             |
| 1976-77                                     | Pallacanestro Cantú                         | 87-86                                       | B. K. K. Radnički                           | Palma de Mallorca                           |                                             |
| 1977-78                                     | Pallacanestro Cantú                         | 84-82                                       | V. P. Bologna                               | Milán                                       |                                             |
| 1978-79                                     | Pallacanestro Cantú                         | 83-73                                       | E. B. B. C.                                 | Poreč                                       | Récord de campeonatos consecutivos          |
| 1979-80                                     | Pallacanestro Varese                        | 90-88                                       | Pallacanestro Cantú                         | Milán                                       | Final decidida en prórroga                  |
| 1980-81                                     | Pallacanestro Cantú                         | 86-82                                       | F. C. Barcelona                             | Roma                                        | Récord de campeonatos                       |
| 1981-82                                     | K. K. Cibona                                | 96-95                                       | Real Madrid Baloncesto                      | Bruselas                                    | Final decidida en prórroga                  |
| 1982-83                                     | U. S. V. L. Pesaro                          | 111-99                                      | ASVEL Basket                                | Palma de Mallorca                           |                                             |
| 1983-84                                     | Real Madrid Baloncesto                      | 82-81                                       | P. O. Milano                                | Ostende                                     |                                             |
| 1984-85                                     | F. C. Barcelona                             | 77-73                                       | B. C. Žalgiris                              | Grenoble                                    |                                             |
| 1985-86                                     | F. C. Barcelona                             | 101-86                                      | U. S. V. L. Pesaro                          | Caserta                                     |                                             |
| 1986-87                                     | K. K. Cibona                                | 89-74                                       | U. S. V. L. Pesaro                          | Novi Sad                                    |                                             |
| 1987-88                                     | C. S. P. Limoges                            | 96-89                                       | Joventut de Badalona                        | Grenoble                                    | Final decidida en prórroga                  |
| 1988-89                                     | Real Madrid Baloncesto                      | 117-113                                     | Juvecaserta Basket                          | Atenas                                      | Final decidida en prórroga                  |
| 1989-90                                     | V. P. Bologna                               | 79-74                                       | Real Madrid Baloncesto                      | Florencia                                   |                                             |
| 1990-91                                     | P. A. O. K.                                 | 76-72                                       | C. B. Zaragoza                              | Ginebra                                     |                                             |
| Copa de Europa de la FIBA                   |                                             |                                             |                                             |                                             |                                             |
| 1991-92                                     | Real Madrid Baloncesto                      | 65-63                                       | P. A. O. K.                                 | Nantes                                      |                                             |
| 1992-93                                     | A. S. Aris                                  | 50-48                                       | Anadolu Efes S. K.                          | Turín                                       |                                             |
| 1993-94                                     | K. K. Union Olimpija                        | 91-81                                       | Saski Baskonia                              | Lausana                                     |                                             |
| 1994-95                                     | Pallacanestro Treviso                       | 94-86                                       | Saski Baskonia                              | Estambul                                    |                                             |
| 1995-96                                     | Saski Baskonia                              | 88-81                                       | P. A. O. K.                                 | Vitoria                                     | Se instauran premios MVP                    |
| Eurocopa de la FIBA                         |                                             |                                             |                                             |                                             |                                             |
| 1996-97                                     | Real Madrid Baloncesto                      | 78-64                                       | S. B. Verona                                | Nicosia                                     | Récord de campeonatos igualado              |
| 1997-98                                     | B. C. Žalgiris                              | 82-67                                       | P. O. Milano                                | Belgrado                                    |                                             |
| Copa Saporta                                |                                             |                                             |                                             |                                             |                                             |
| 1998-99                                     | Pallacanestro Treviso                       | 64-60                                       | Valencia B. C.                              | Zaragoza                                    |                                             |
| 1999-00                                     | A. E. K.                                    | 83-76                                       | V. P. Bologna                               | Lausana                                     |                                             |
| 2000-01                                     | G. S. Amarousíou                            | 74-72                                       | É. S. Chalonnais                            | Varsovia                                    |                                             |
| 2001-02                                     | Mens Sana Basket                            | 81-71                                       | Valencia B. C.                              | Lyon                                        | Última edición                              |

### Palmarés
Un total de veintidós equipos se proclamaron vencedores de la competición. Dieciséis más para un total de treinta y ocho han sido los que han conseguido alcanzar la final. Los vencedores pertenecen a nueve países distintos, contabilizando los desaparecidos. Completan el número de países con presencia en alguna final Israel, Países Bajos y Turquía.
| Equipo                                                   | Títulos | Subtítulos | Años campeonatos                    | Años subcampeonatos |
| -------------------------------------------------------- | ------- | ---------- | ----------------------------------- | ------------------- |
| Real Madrid Baloncesto                                   | 4       | 2          | 1983-84, 1988-89, 1991-92, 1996-97  | 1981-82, 1989-90    |
| Pallacanestro Cantù                                      | 4       | 1          | 1976-77, 1977-78, 1978-79, 1980-81. | 1979-80             |
| Pallacanestro Olimpia Milano                             | 3       | 2          | 1971, 1972 y 1976                   | 1983-84, 1997-98    |
| B. K. Spartak Leningrád                                  | 2       | 1          | 1972-73, 1974-75                    | 1970-71             |
| Fútbol Club Barcelona                                    | 2       | 1          | 1984-85 y 1985-86                   | 1980-81             |
| Pallacanestro Varese                                     | 2       | -          | 1966-67, 1979-80                    |                     |
| Košarkaški klub Cibona                                   | 2       | -          | 1981-82, 1986-87                    |                     |
| Pallacanestro Treviso                                    | 2       | -          | 1994-95, 1998-99                    |                     |
| Athlitikí Enosis Konstantinoupóleos                      | 2       | -          | 1967-68, 1999-2000                  |                     |
| Košarkaški klub Crvena Zvezda                            | 1       | 2          | 1973-74                             | 1971-72, 1974-75    |
| Unione Scavolini Victoria Libertas Pesaro                | 1       | 2          | 1982-83                             | 1985-86, 1986-87    |
| Panthessaloníkeios Athlitikós Ómilos Konstantinoupolitón | 1       | 2          | 1990-91                             | 1991-92, 1995-96    |
| Saski Baskonia                                           | 1       | 2          | 1995-96                             | 1993-94, 1994-95    |
| Virtus Pallacanestro Bologna                             | 1       | 2          | 1989-90                             | 1977-78, 1999-2000  |
| Univerzitní Sportovní Klub Praha                         | 1       | 1          | 1968-69                             | 1967-68             |
| Basketball Club Žalgiris                                 | 1       | 1          | 1997-98                             | 1984-85             |
| Associazione Polisportiva Partenope                      | 1       | -          | 1969-70                             |                     |
| Cercle Saint-Pierre de Limoges                           | 1       | -          | 1987-88                             |                     |
| Aris Salónica BC                                         | 1       | -          | 1992-93                             |                     |
| Košarkarski klub Union Olimpija                          | 1       | -          | 1993-94                             |                     |
| Gymnastikos Syllogos Amarousíou                          | 1       | -          | 2000-01                             |                     |
| Mens Sana Basketball Siena                               | 1       | -          | 2001-02                             |                     |
|                                                          | -       | 2          |                                     | 1998-99, 2001-02    |

Datos actualizados: final de competición.

### Títulos por país
| País            | Títulos | Subtítulos | Clubes campeones |
| --------------- | ------- | ---------- | --- |
| Italia          | 15      | 9          | Pallacanestro Cantú (4) Olimpia de Milán (3) Pallacanestro Varese (2) Benetton Treviso (2) Fides Partenope Nápoles (1) Victoria Libertas Pesaro (1) Virtus de Bolonia (1) MSB Siena (1) |
| España          | 7       | 9          | Real Madrid (4) Fútbol Club Barcelona (2) Saski Baskonia (1) |
| Grecia          | 5       | 2          | AEK Atenas BC (2) PAOK Salónica BC (1) Aris Salónica BC (1) Maroussi BC (1) |
| Yugoslavia      | 3       | 4          | KK Cibona (2) KK Crvena Zvezda (1) |
| Unión Soviética | 2       | 3          | BK Spartak Leningrád (2) |
| Francia         | 1       | 4          | CSP Limoges (1) |
| Checoslovaquia  | 1       | 2          | S. K. Slavia Praha (1) |
| Lituania        | 1       | -          | BC Žalgiris (1) |
| Eslovenia       | 1       | -          | KK Union Olimpija (1) |
| Israel          | -       | 1          | |
| Países Bajos    | -       | 1          | |
| Turquía         | -       | 1          | |

## Estadísticas

### Otros datos estadísticos
El Pallacanestro Cantú y el Real Madrid CF son los clubes que más veces se proclamaron el campeones de la Recopa de Europa. Los italianos ganaron en los años 1977, 1978, 1979 y 1981. (encadenando una racha de tres triunfos y cuatro presencias consecutivas en la final) y los españoles en 1984, 1989 y 1992 y 1997.
Italia es el país que más títulos tiene de la competición (15), repartidos entre los siguientes equipos: el campeonísimo Pallacanestro Cantú (4), el Olimpia de Milán (3), el Pallacanestro Varese (2), el Benetton Treviso (2), el Fides Partenope Nápoles (1), el Victoria Libertas Pesaro (1), el Virtus de Bolonia (1) y el MSB Siena (1).
También Italia es el país que más títulos conquistó de forma consecutiva (6), entre 1976 y 1981.

### Final
Milán es la ciudad que más veces organizó una final de la Recopa. La capital de Lombardía acogió tres finales, una con enfrentamiento de ida y vuelta (1971) y dos a partido único (1978 y 1980).
Además, Italia es el país con más finales disputadas en su territorio (11); tres en Milán, dos en Turín y una en Varese, Nápoles, Údine, Roma, Caserta y Florencia. Los italianos mantendrían la preeminencia si no se tuvieran en cuenta las eliminatorias a doble partido, porque organizaron la final a partido único en ocho ocasiones.
Un año después de conseguir la segunda mejor marca de anotación en una final de la Copa Korać (47 puntos), el croata Dražen Petrović se convirtió en 1989 en el jugador que más puntos encestó en una final de la Recopa al endosarle 62 al Snaidero Caserta de otro gran encestador que fue el brasileño Oscar Schmidt, que en ese mismo partido dio la réplica con 44 puntos. El Real Madrid CF de Petrović ganó en El Pireo por 117 a 113 tras una prórroga.
La mayor anotación conjunta conseguida en una final a partido único es precisamente la que protagonizaron en 1989 el Real Madrid (ganador más encestador) y el Snaidero (perdedor más encestador), pues ambos equipos sumaron 230 puntos tras 225 minutos de juego.
Turín acogió en 1993 la final a partido único menos productiva en lo que a número de encestes se refiere. El Aris Salónica BC (ganador menos encestador) derrotó al Efes Pilsen SK (perdedor menos encestador) por un 50 a 48, que suma 98 puntos anotados entre ambos clubes.
El Fides Partenope Nápoles es el equipo que más puntos de ventaja obtuvo en una final (22) al derrotar al Jeanne d'Arc Vichy por 87 a 65 en el partido de vuelta de la final de 1970.

### Entrenador Más Laureado
El italiano Arnaldo Taurisano es el entrenador más laureado al lograr el título de campeón de la Recopa en tres ocasiones consecutivas (1977, 1978 y 1979) entrenando al Pallacanestro Cantú. Su sucesor en el banquillo, Valerio Bianchini, no pudo revalidar el éxito al perder la primera de las dos finales que disputó, también de forma consecutiva.
| Entrenador          | Títulos | Años                        |
| ------------------- | ------- | --------------------------- |
| Arnaldo Taurisano   | 3       | 1976-77, 1977-78 y 1978-79. |
| Cesare Rubini       | 2       | 1970-71 y 1971-72.          |
| Vladimir Kondrashin | 2       | 1972-73 y 1974-75.          |
| Lolo Sainz          | 2       | 1983-84 y 1988-89.          |
| Željko Obradović    | 2       | 1996-97 y 1998-99.          |

### Jugadores Más Laureados
Cuatro italianos ganaron en cuatro ocasiones la Recopa, siendo así los jugadores que más títulos tienen de esta competición en su palmarés.
Militando en el Pallacanestro Cantú, Pierluigi Marzorati, Renzo Tombolato y Umberto Cappelletti se proclamaron vencedores en 1977, 1978, 1979 y 1981. Renzo Bariviera también forma parte de este selecto club de campeones, puesto que triunfó como jugador del Olimpia de Milán (1971 y 1972) y del mencionado Cantú (1979 y 1981), junto a Marzorati, Tombolato y Cappelletti.